# Nemzeti Párt (Málta)
A Nemzeti Párt (más fordításban Nacionalista Párt, máltaiul Partit Nazzjonalista) Málta két nagy pártjának egyike. 1926-ban jött létre két párt egyesüléséből. Jelenlegi (2018) elnöke Lawrence Gonzi miniszterelnök, székhelye Ħamrunban található. Kormányon volt 1926–1927, 1930–1933, 1950–1955, 1962–1971, 1987–1996. Az Európai Parlamentben  és 1998–2013 között 2, 2014–2019 között 3 képviselője volt.

## Előzmények
A brit gyarmati időszakban az alkotmányok egyre nagyobb beleszólást biztosítottak a máltaiaknak a helyi ügyekbe. A kormányzót segítő tanácsadó testület tagjainak egy részét helyben választották, nekik idővel egyre nagyobb szavuk lett helyi ügyekben, főként pénzügyekben. A testület hamarosan két elképzelés mögé sorakozott fel: reformerek (britpártiak, támogatták az angol nyelvet, a gazdasági fejlesztéseket) és antireformerek (máltai identitást hangsúlyozták, vagy olaszpártiak voltak, az angollal szemben az olasz nyelvet támogatták, és elleneztek szinte minden kiadást céltól függetlenül).
Utóbbiak vezetője Fortunato Mizzi jogász lett, 1905-ben pedig a hivatalos szervezetté alakult Associazione Politica Maltese (Máltai Politikai Szövetség) elnökévé választották. Halála után fia, Enrico Mizzi vette át politikai szerepét. Az első választások előtt, 1921 tavaszán számos párt alakult, Mizzi a Nemzeti Demokrata Párt (Partito Democratico Nazionale) vezetője lett, és a novemberi választásokon négy körzetben nyertek Gozón. Az 1924-es választásokon koalícióra lépett az Ignazio Panzavecchia, majd Sir Ugo Mifsud vezette Máltai Politikai Unióval (Unione Politica Maltese), és a győzelem után Mizzi a mezőgazdasági miniszteri posztot kapta meg.

## Története

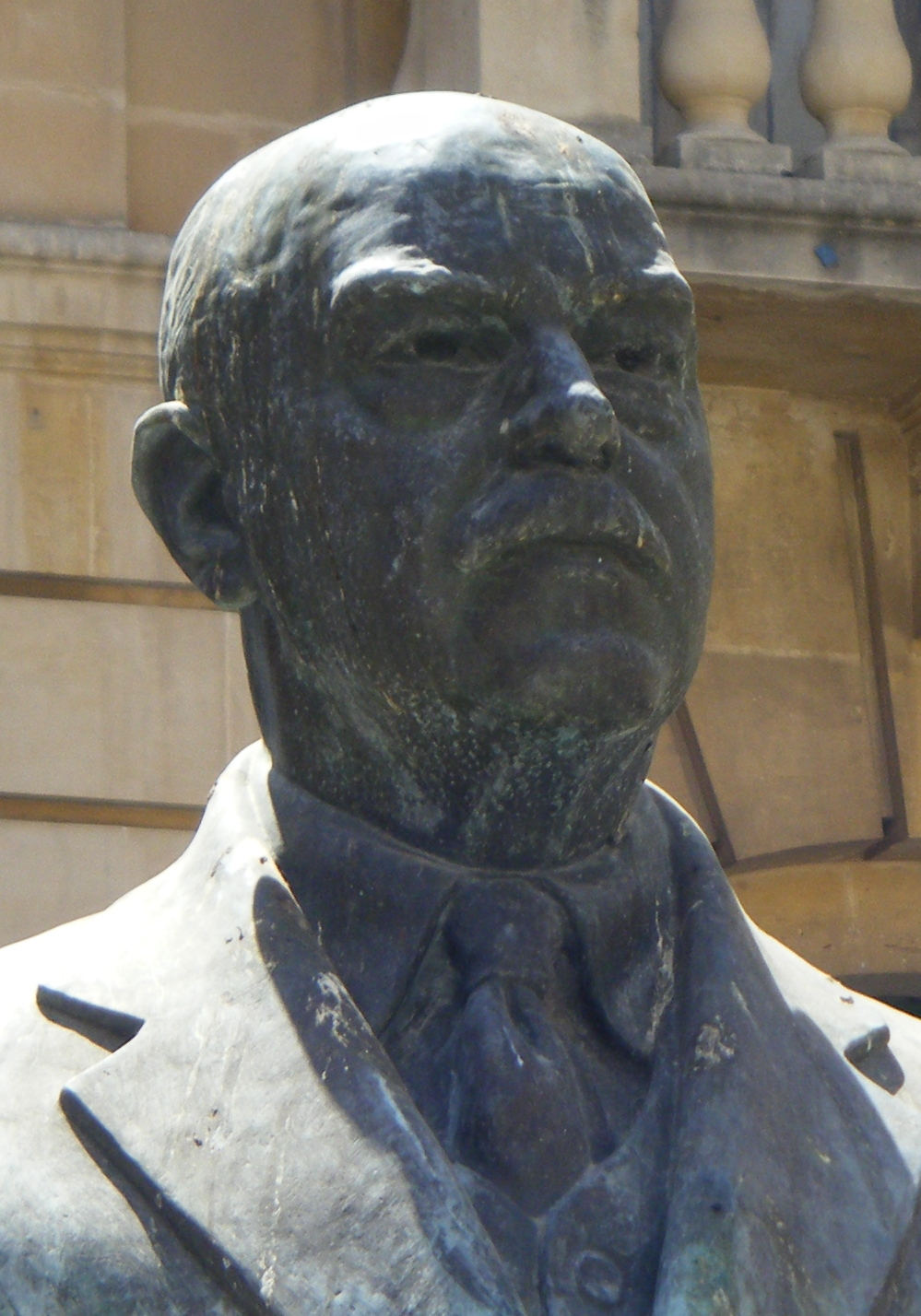
Enrico Mizzi szobra Vallettában

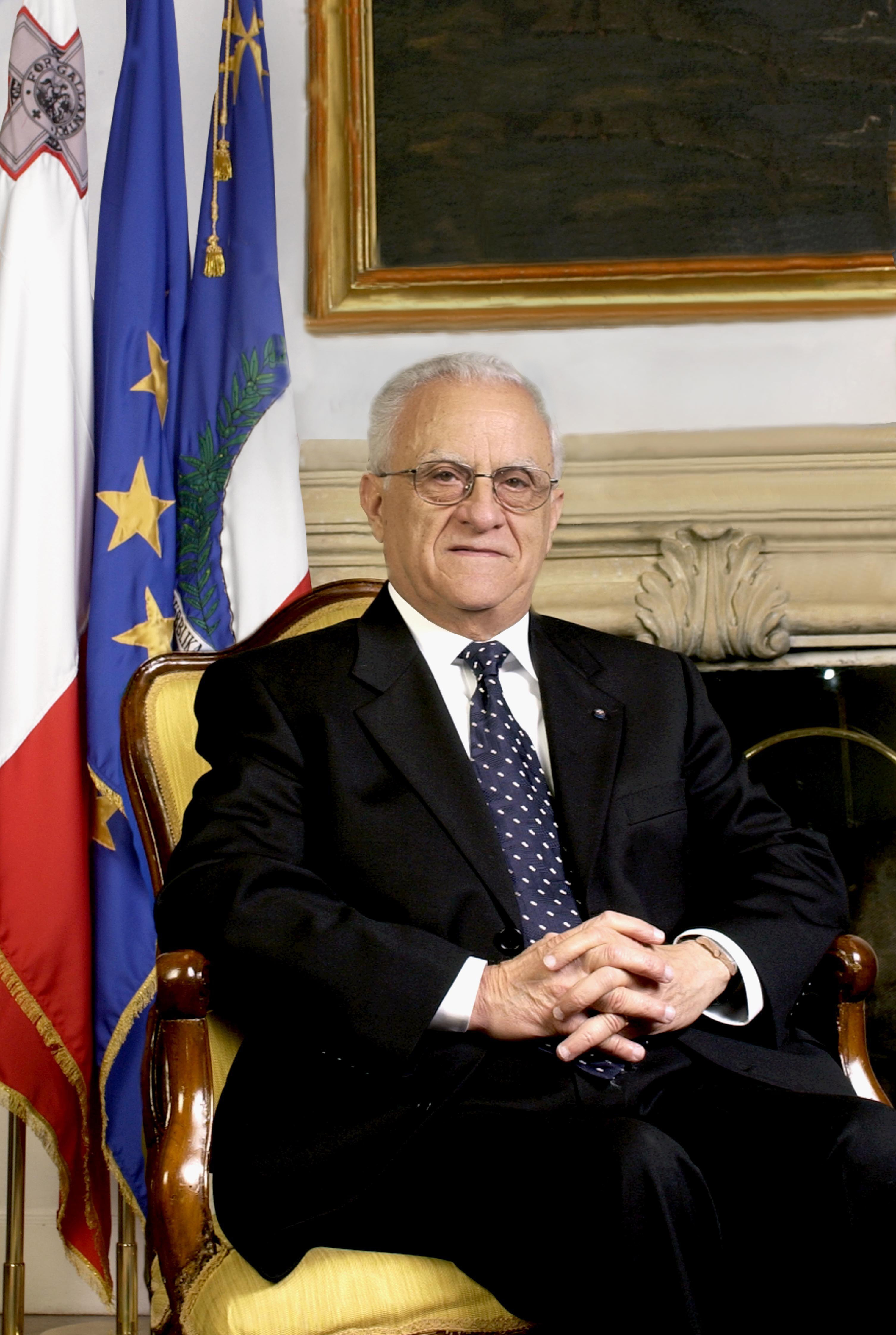
Edward Fenech Adami

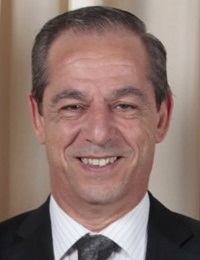
Lawrence Gonzi

1926-ban a két kormánypárt, Mizzi Nemzeti Demokrata Pártja és Mifsud Máltai Politikai Uniója egyesült. 1927-ben ellenzékbe kényszerültek, ám az 1930-as választásokat követően Mifsud egészen az alkotmány 1933-as visszavonásáig kormányon maradt. Ezután a párt belső válságba került, amit mélyített az is, hogy több vezetőjét 1942-ben Ugandába internálták a britek. Az alkotmány újbóli bevezetése után (1947) ellenzékbe kerültek, csak 1950-ben sikerült megnyerni a választásokat, Mizzi lett Málta miniszterelnöke, ám három hónappal később meghalt.
A párt vezetését és a miniszterelnöki tisztet Ġorġ Borġ Olivier vette át tőle, és kis különbséggel sikerült megnyernie az 1951-es és az 1953-as előrehozott választásokat is. Előbbinél koalícióra lépett a Munkáspárt kilépett vezetőjével, Paul Boffával és a Máltai Munkások Pártjával (Malta Worker's Party). 1955-ben azonban már a Dom Mintoff vezette Munkáspárt nyert, és maradt hatalmon egészen az alkotmány 1958-as visszavonásáig.
A Munkáspárt meggyengülése és vitái a katolikus egyházzal oda vezettek, hogy utóbbi nyíltan a Nemzeti Párt mögé állt, amely így elsöprő többséggel nyerte meg az 1962-es választásokat. Olivier azonnal tárgyalásokat kezdett a teljes függetlenségről, és 1964. szeptember 21-én Málta önálló állam lett. 1971-ben mégis a Munkáspárt került hatalomra, és Olivier visszavonulásáig az ellenzék vezetője volt. 1977-ben Edward Fenech Adami vette át a párt vezetését. 1981-ben sikerült a szavazatok többségét megszerezni, ám a választási rendszer furcsasága miatt mégis Mintoff maradhatott hatalmon, a választási rendszert ezután átalakították úgy, hogy a legtöbb szavazatot kapott párt ne kerülhessen ki vesztesen.
A Nemzeti Pártnak 1987-ben ismét sikerült megnyernie a választásokat, és Adami lett Málta miniszterelnöke. Még ebben az évben önálló minisztériumot állított fel Gozo irányítására. 1990-ben hivatalosan kérte Málta felvételét az Európai Unióba, 1992-ben pedig elkezdődtek a csatlakozási tárgyalások. 1993-ban megreformálta a közigazgatást, az addigi 6 körzet helyett 67 helyi tanácsra osztotta az országot. Az 1996-os választásokat kis többséggel a Munkáspárt nyerte meg, ám két évvel később egy bizalmatlansági indítvány után új választásokat írtak ki, amelyen ismét a Nemzeti Párt kapta a legtöbb szavazatot. Azóta folyamatosan kormányon van.
Adami második miniszterelnöksége alatt újraindította a Munkáspárt által felfüggesztett csatlakozási tárgyalásokat, és 2004-ben Málta az EU tagja lett. Ez év márciusában Adami elindult a köztársaságielnök-választáson, ezért Lawrence Gonzi vette át a pártelnöki és miniszterelnöki posztot, amelyeket azóta is betölt. Adami 2004 és 2009 között volt köztársasági elnök. 2009-ben két képviselőt küldhettek az Európai Parlamentbe, ahol az Európai Néppárt képviselőcsoportjában foglalnak helyet.
2013 márciusában aztán elvesztették a választásokat, így 15 év után a párt ellenzékbe kényszerült.

## Ideológia és célkitűzések
A Nemzeti Párt alapvetően kereszténydemokrata ideológiát vall magáénak. A máltai nemzet, a keresztény értékek, az ember méltósága, a személyes szabadság, a szolidaritás és szociális igazságosság szempontjai határozzák meg a cselekvés vonalát.
A párt célkitűzéseit így határozza meg: "A Nemzeti Párt célja a nemzet demokratikus fejlődése a máltai, keresztény és európai hagyományra épülő szabadság és szociális igazság alapjain:
- a társadalomban mindenki egyforma lehetőségekhez jusson
- aki hozzájárul a gazdasági fejlődéshez, azt részt vállaljon a tervezésben és a lebonyolításban is, és részt kapjon annak előnyeiből és hasznából
- a munkalehetőségek és a kulturális életet elősegítő helyszínek folyamatosan fejlődjenek
- megtenni a lehető legtöbbet a békéért és az igazságosságért a világban, különös tekintettel a Földközi-tenger régiójára, amely különböző civilizációk találkozásának színtere"

## Vezetők

### Pártelnökök
- Enrico Mizzi (1926–1950)
- Ġorġ Borġ Olivier (1950–1977)
- Edward Fenech Adami (1977–2004)
- Lawrence Gonzi (2004–)

### Nemzeti Párti miniszterelnökök
- Enrico Mizzi (1950. szeptember–december)
- Ġorġ Borġ Olivier (1950–1955, 1962–1971)
- Edward Fenech Adami (1987–1996, 1998–2004)
- Lawrence Gonzi (2004–2013)

## Média
A párthoz kapcsolódó médiumok a Net Television tévéadó, a Radio 101, valamint az In-Nazzjon és az il-Mument lapok.